# Беннетт, Бри
Бри Беннетт (англ. Brea Bennett, род. 7 февраля 1987, Меса, Аризона) — американская порноактриса, победительница первого сезона реалити-шоу Jenna’s American Sex Star в 2006 году.

## Биография
Бри Беннетт родилась в городе Меса, штат Аризона. В детстве девушка увлекалась музыкой и записала целый диск песен вместе со своим отцом. В школьные годы Бри Беннетт увлеклась молодёжным движением панк. В эти же годы она сделала несколько татуировок, пирсинг и покрасила волосы в синий цвет.
Бри начала карьеру в порноиндустрии практически сразу после достижения совершеннолетия.
После окончания школы Бри Беннетт работала консультантом по красоте и секретаршей в офисе. Выиграв в 2006 году в реалити-шоу Jenna’s American Sex Star, девушка начала новую карьеру порноактрисы. Победительницы данного шоу получают право на съёмки в студии Дженны Джеймсон.
Бри Беннетт была замужем, несмотря на свою бисексуальность, в данный момент в разводе.
Занятия музыкой актриса не бросила и в ближайшее время планирует полностью на ней сосредоточиться. «Музыка — это моя конечная цель, — говорит она в интервью. — Я могу петь всё что угодно — от оперы до хеви-метала. Мои любимые группы — Pantera и Slipknot, значит я буду играть что-то действительно жёсткое».
По данным на 2016 год, снялась в 103 порнофильмах.

## Премии и номинации
- 2007 год AVN Award номинация — Best All-Girl Sex Scene, фильм «Girls in White»[9]
- 2008 год AVN Award номинация — Best Tease Performance, фильм «My Plaything: Brea Bennett»[10]

## Фильмография (выборочная)
1. Barely Legal # 55 (Hustler)
2. Blacklight Beauty (Pulse)
3. Brea’s Crowning Glory (ClubJenna)
4. Brea’s Private Lies # 2 (ClubJenna)
5. Bangin' Brea (ClubJenna)
6. Brea Bennett — Insatiable (Ninn Worx)
7. Brea Vs Roxy (ClubJenna)
8. Club Jenna’s Family Jewels (ClubJenna)
9. Brea’s Miami Fuck Party (ClubJenna)
10. Curve Appeal # 2 (3rd Degree)
11. Lela Star — A Star Is Porn (ClubJenna)